# Śmigus-dyngus

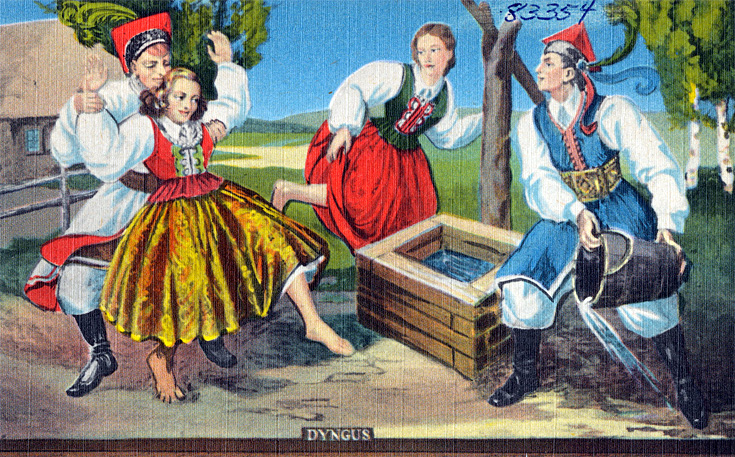
Calando a una chica polaca en el śmigus-dyngus

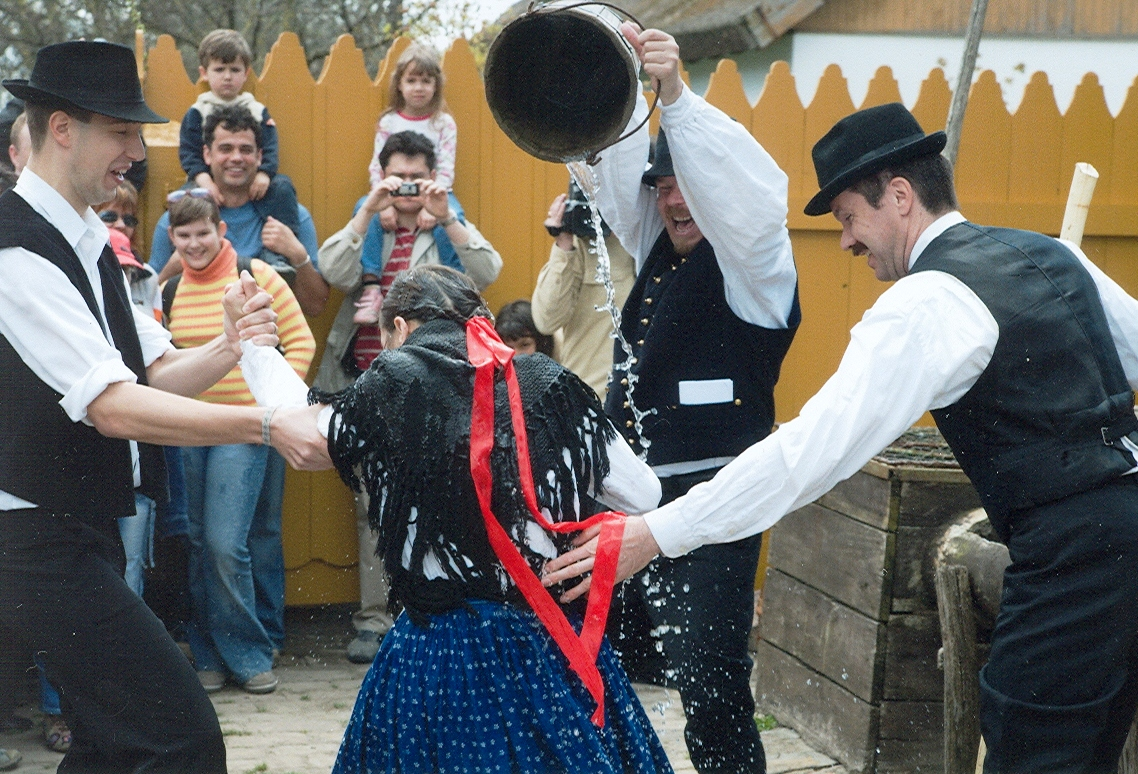
Realizando el śmigus-dyngus en Hungría

Śmigus-dyngus (lit. lunes salpicado, mojado o rociado) es una costumbre y celebración católica, relacionada con el Lunes de Pascua. Se celebra principalmente en Europa Central, particularmente en Polonia, pero también en Hungría (locsolkodás), República Checa (oblévačka) y Eslovaquia (oblievačka o kúpačka). 
El śmigus consistía en golpear las piernas simbólicamente con ramas de sauce o con palmas y salpicarse de agua los unos a los otros, lo que significaba la limpieza primaveral de la suciedad y de la enfermedad y posteriormente también de los pecados. Al śmigus se juntó la costumbre de dyngusar, dando la posibilidad de cambiar el remojón por huevos de Pascua pintados. Es incierto cuando se unieron estas dos costumbres.

## Origen del nombre
En polaco el dyngus se denominaba włóczebny. Deriva de la costumbre primaveral de hacer visitas mutuas a amigos y familiares junto con una merienda polaca típica, asimismo con un obsequio y las provisiones de alimentos para el camino. La visita se acompañaba de cantos populares y religiosos. Para los más humildes, que no tenían amigos ricos, el dyngus enriquecía el menú y posibilitaba probar platos no cotidianos. Los włóczebnicy, los visitantes, debían traer la suerte. Si no eran recompensados por su servicio de forma adecuada, con bocados exquisitos y huevos, hacían a los señores de la casa travesuras desagradables (lo que a los avaros señores era la primera prueba de la desgracia).
La palabra dyngus se originó de la palabra alemana dingen (= pagar el rescate). Pero hay que recordar que la costumbre de recoger las limosnas en una visita no sólo aparece en la época de la Semana Santa, sino también en la de los Tres Reyes Magos y en la del paseo con el oso (chodzenie z niedźwiedziemen) que se celebraba en la parte de Silesia alrededor de Opole durante el último día del carnaval. Pero en ningunas de estas fiestas, aunque uno lo podría esperar, aparece la palabra dyngus.
Otro argumento que niega el origen alemán de la palabra dyngus puede ser la pequeña obra de arte de un noble anónimo con el título La obra del derecho diabólico contra la especie humana  (Postępek prawa czartowskiego przeciw rodzajowi ludzkiemu), publicada en el año 1570 en la ciudad Brest de Lituania (ahora perteneciente a Bielorrusia) por Cyprian Bazylik. Entre unos cien diablos, sus hermanas y ayudantes el autor nombra a 33 diablos polacos, entre ellos a Dyngus.

## Las menciones más antiguas
Hasta el siglo XV dyngus y śmigus eran costumbres separadas. Con el tiempo se confluyeron en una sola y no se distinguía la una de la otra. El término śmigus-dyngus apareció 1958 en el Diccionario de la lengua Polaca (Słownik poprawnej polszczyzny) de Stanisław Szober, equivalente al Diccionario de la Real Academia Española. Este tipo de interpretación no es la única, ya que en las memorias del sacerdote Jędrzej Kitowicz, procedentes de la época sajona (1697-1763), el autor no distingue especialmente entre śmigus y dyngus; además fija sobre todo la atención sobre el hecho de que la costumbre en su forma tradicional permaneció solamente en los pueblos. En las ciudades el śmigus se convirtió en una costumbre marginal provocado por la gran desigualdad en la sociedad (el aristócrata o extranjero remojado podría no valorar el buen efecto del agua) y la presencia de la Policía Local que vigila el orden.
En Polonia las primeras menciones documentadas sobre las costumbres del śmigus-dyngus datan el siglo XV. Están incluidas en las normas del sínodo del obispado de Poznan del año 1420 con el título Dingus prohibetur  y advierten de las prácticas con un fondo indudablemente pecador.
El cura Benedykt Chmielowski cita en su obra, la enciclopedia Nuevas Atenas (Nowe Ateny), que el śmigus ya se había practicado en la tierra polaca alrededor del año 750, o sea, mucho antes de que Polonia aceptara el cristianismo como religión oficial.
El rey Władysław Jagiełło II. describe que después de bañarse en el barril tapaba su cuerpo con ramas de sauce. Unos siglos antes, por carencia de barriles, esa costumbre pagana (la Iglesia consideraba el baño un pecado) se podía practicar conjuntamente en el río. Este origen se puede confirmar también por el hecho de que el salpicar con agua en principio no se conocía en la Pomerania hasta 1920, donde originariamente vivían baltos y prusianos. 
La Iglesia no pudo combatir el śmigus y entonces lo transformó y lo asimiló a su calendario festivo. En la costumbre de golpear con ramas se encuentra analogía con la fiesta romana de las Lupercales. La semejanza es de tipo muy prehistórico, aunque no se puede descartar que esta costumbre haya llegado a Polonia a principios de la creación del estado polaco junto con los sacerdotes o monjes procedentes de Italia.
La acción del rociado era más importante para las mujeres jóvenes pues la chica no rociada o golpeada se enfadaba y preocupaba, ya que esto significaba que los hombres no mostraban gran interés en ella y, por consecuencia, que acabaría solterona. Anteriormente las chicas tenían derecho a la revancha sólo al día siguiente, el martes (ese día era un festivo parecido al lunes).

## Diferencias regionales
En la comarca de Cieszyn (Silesia) el golpear con ramas se interpreta como el secado imprescindible después del anterior rociado con agua. Se solía generalizar que el rociado con el agua debía prevenir enfermedades y favorecer la fertilidad, lo que explica que mayormente sucumban al mismo chicas en edad de merecer.
La ambigüedad del símbolo del agua nos permite dar varias interpretaciones. Parece aceptable que la costumbre de rociar con agua tiene sus raíces en las tradiciones paganas y que significa alegría sobre la marcha del invierno. Antiguamente, el Lunes salpicado tenía un ceremonial más rico. Lo testifican las tradiciones guardadas en todos lados con las buenas cosechas. Los campesinos salían al amanecer a sus campos y los salpicaban con agua bendita. Se santiguaban y clavaban en la tierra pequeñas cruces que estaban hechas con los ramos bendecidos del Domingo de Ramos. El objetivo era asegurar la buena cosecha y protegerla de las granizadas. A ese mismo fin se rodeaban los campos durante una procesión a caballo. Estas costumbres aun perviven en el campo, sobre todo en el sur de Polonia.

## El śmigus-dyngus moderno
Hoy en día el śmigus-dyngus es una broma de carácter popular. En los Estados Unidos, los emigrantes polacos mantuvieron sus costumbres de Pascua añadiendo elementos patrióticos estadounidenses.
- Datos: Q5637323
- Multimedia: Śmigus-dyngus (Wet Monday) / Q5637323